# 8866 Tanegashima
8866 Tanegashima este un asteroid din centura principală de asteroizi.

## Descriere
8866 Tanegashima este un asteroid din centura principală de asteroizi. A fost descoperit pe 26 ianuarie 1992 la Kagoshima de Masaru Mukai și Masanori Takeishi. Asteroidul prezintă o orbită caracterizată de o semiaxă mare de 3,11 ua, o excentricitate de 0,17 și o înclinație de 11,6° în raport cu ecliptica.